# Lijst van universiteiten in IJsland
Dit is een lijst van universiteiten in IJsland.
- Universiteit van IJsland
- Universiteit van Reykjavik
- Universiteit van Bifröst
- Universiteit van Akureyri